# Festival bunjevački’ pisama 2012.
Festival bunjevački’ pisama 2012. bio je dvanaesto izdanje tog festivala. 
Organizacijskim je odborom predsjedao prim. dr. Marko Sente.
Festival se održao u sportskoj dvorani Srednje tehničke škole „Ivan Sarić" u Subotici u 20 sati. Organizirala ga je Hrvatska glazbena udruga «Festival bunjevački’ pisama». Izravno će ga prenositi Radio Subotica, a slušatelji mogu glasovati SMS-om.
Izvođače je pratio Festivalski orkestar kojim je ravnala prof. Mira Temunović.
Program su vodili novi mladi voditelji, Karla Rudić i Ivan Kovač, koji su prvi put vodili festivalski program.
Pjesme su bile izvedene ovim redom: Bećarina – Dragan Žuljević, Sanjam te - TS Derani, Ne okreći glavu – Tamara Babić, Pisma kraljička – TS Fantasia, Bećarske noći – TS Klasovi, Da sam ptica – Kristina Vojnić Purčar, Cvitak najlipši – TS U laganom ritmu, Oče - Vedran Kujundžić, Neko najbolji - TS Ravnica, Bunjevačka pismo mila – Željko Grahovec, Ne vridi kajanje – Antonija Piuković, Bunjevačke snaše – Krešimir Kovačević i TS Dangube, Nek šorom priče puknu – Tamara Štricki, Kad na Dunav padne veče – Martin Vojnić Mijatov i Ostala je samo pisma naša – ansambl Hajo.
Festival se moglo slušati u vojvođanskim i inozemnim medijima.
Stručno prosudbeno povjerenstvo bili su: Katarina Čeliković, Ljiljana Dulić, Milovan Miković, Ivana Petrekanić Sič i Tomislav Žigmanov.
Po ocjeni strukovnih sudaca za glazbu, pobijedila je pjesma: Neko bolji (glazba, stihovi i aranžman: Nikola Jaramazović) koju je izveo ansambl Ravnica. 
Drugu nagradu strukovnih sudaca dobila je skladba "Bunjevačke snaše" skladatelja Marinka Barčana u izvedbi Krešimira Kovačevića i TS-a „Dangube". Treću nagradu dobila je skladba „Bećarske noći" Vojislava Temunovića, koju je izveo TS „Klasovi".
Najbolja pjesma po izboru publike: Ostala je samo pisma naša (autora Tomislava Vukova) koju je izveo ansambl Hajo
Nagrada za najbolji do sada neobjavljeni tekst: Tomislav Vukov za skladbu Ostala je samo pisma naša
Nagrada za najbolji aranžman: Miroslav Letović koji potpisuje aranžman pjesme „Nek' šorom priče puknu", koju je izvela Tamara Štricki
Nagrada stručnog žirija za najbolju interpretaciju: Dragan Žuljević iz Sombora koji je izveo pjesmu Bećarina
Nagrada za najboljeg debitanta: ansambl Derani iz Subotice
Održavanje festivala pomogli su: Pokrajinsko tajništvo za obrazovanje, upravu i nacionalne zajednice, Hrvatsko nacionalno vijeće, Generalni konzulat Republike Hrvatske u Subotici, Grad Subotica, Zavod za kulturu vojvođanskih Hrvata i Hrvatska čitaonica iz Subotice.

## Vanjske poveznice
- Hrvatska riječ  Arhivirana inačica izvorne stranice od 24. rujna 2015. (Wayback Machine) Galerija fotografija